# Farat
Farat – album Anny Marii Jopek wydany przez Universal Music Polska w 2003 roku. Nagrany w trakcie koncertów w Farat Film Studio.
Album uzyskał certyfikat złotej płyty CD, a zapis wideo koncertu – platynowej płyty DVD.

## Lista utworów
1. „Wszystkie cnoty” – 4:16
2. „Szepty i łzy” – 3:52
3. „Jeżeli chcesz” – 3:56
4. „Bandoska” – 8:47
5. „Nim słońce wstanie” – 8:52
6. „Czarne słowa” – 5:26
7. „Dłoń zanurzasz we śnie” – 6:10
8. „Zanim zasnę” – 3:02
9. „Nienasycenie” – 6:34
10. „Confians” – 4:22
11. „Upojenie” – 4:38
12. „Leszek Intro” – 3:24
13. „Cyraneczka” – 4:26
14. „Możliwe” – 2:51
15. „Ale jestem” – 3:14
16. „Piosenka dla Stasia” – 4:45

## Twórcy
- Anna Maria Jopek – śpiew
- Leszek Możdżer – fortepian
- Marek Napiórkowski – gitary
- Paweł Bzim Zarecki – instrumenty klawiszowe, programowanie
- Henryk Miśkiewicz – saksofony i klarnet basowy
- Robert Kubiszyn – kontrabas, fodera bas
- Cezary Konrad – perkusja
- Mino Cinelu – instrumenty perkusyjne, głos
- Dorota Miśkiewicz – głos
- Piotr Nazaruk – głos, flet

## Pozycje na listach
| Lista | Kraj   | Pozycja |
| ----- | ------ | ------- |
| OLiS  | Polska | 2       |